# 大衛·布迪亞
大衛·阿拉斯代尔·布迪亞（英語：David Alasdair Boudia，1989年8月24日—），美国跳水運動員。他現在居住在印第安那州的諾勃斯維爾。他從2000年開始學習跳水，并從2005年開始進入美國國家跳水隊。也參加了2008年北京奧運會。主要參加10米跳台的賽事。在2011年和2009年的游泳世錦賽上，他獲得銀牌。他在2012倫敦奧運中夺得男子单人10米台項目的金牌，并與尼克·麥克羅里取得男子雙人10米台項目的銅牌。在2016里約奧運獲得男子單人10米台項目的銅牌，並與斯蒂爾·約翰遜取得男子雙人10米台項目的銀牌。

## 外部連結
- . 芝加哥論壇報. 2008-06-22  [2008-07-09]. （原始内容存档于2008-08-17）.
- . divemeets.com.   [2008-07-09]. （原始内容存档于2020-11-06）.
- . Noblesville Daily Times. 2007-04-09  [2008-07-09]. （原始内容存档于2008-08-27）.